# Autódromo Juan y Oscar Gálvez
Autódromo Juan y Oscar Gálvez (även känd som Autódromo Buenos Aires), tidigare Autódromo 17 de Octubre (1952-1955), Autódromo Municipal de la Ciudad de Buenos Aires (1955-1989) och Autódromo Oscar Alfredo Gálvez (1989-2008), är en racerbana belägen i Buenos Aires i Argentina. Banan, som byggdes 1952, ligger i en park söder om staden. Här kördes Argentinas Grand Prix under tjugo säsonger mellan 1953 och 1998.
I närheten av Autódromo Juan y Oscar Gálvez finns också en kartingbana.

## F1-vinnare
| Säsong | Förare                         | Tillverkare      |
| ------ | ------------------------------ | ---------------- |
| 1998   | Michael Schumacher             | Ferrari          |
| 1997   | Jacques Villeneuve             | Williams-Renault |
| 1996   | Damon Hill                     | Williams-Renault |
| 1995   | Damon Hill                     | Williams-Renault |
| 1981   | Nelson Piquet                  | Brabham-Ford     |
| 1980   | Alan Jones                     | Williams-Ford    |
| 1979   | Jacques Laffite                | Ligier-Ford      |
| 1978   | Mario Andretti                 | Lotus-Ford       |
| 1977   | Jody Scheckter                 | Wolf-Ford        |
| 1975   | Emerson Fittipaldi             | McLaren-Ford     |
| 1974   | Denny Hulme                    | McLaren-Ford     |
| 1973   | Emerson Fittipaldi             | Lotus-Ford       |
| 1972   | Jackie Stewart                 | Tyrrell-Ford     |
| 1960   | Bruce McLaren                  | Cooper-Climax    |
| 1958   | Stirling Moss                  | Cooper-Climax    |
| 1957   | Juan Manuel Fangio             | Maserati         |
| 1956   | Luigi Musso Juan Manuel Fangio | Ferrari          |
| 1955   | Juan Manuel Fangio             | Mercedes-Benz    |
| 1954   | Juan Manuel Fangio             | Maserati         |
| 1953   | Alberto Ascari                 | Ferrari          |